# Philipp II. von Wildenburg
Der Ritter Philipp II. von Wildenburg lebte zwischen 1234 und 1272 in der Herrschaft Wildenburg in der Eifel und auf der Wild[en]burg bei Treis-Karden.
Sein Vater Philipp von Reifferscheid hatte Anfang des 12. Jahrhunderts die Wildenburg in der Eifel im Kreis Schleiden erbaut und sich nach ihr benannt. Durch die Heirat mit Irmgard von Braunshorn gelangte um 1235 der Besitz der Stahlecker Linie der Herren von Braunshorn an die Herren von Wildenburg. Wohl zur Verwaltung dieses Erbes ließ Philipp die Wildburg (früher Wildenburg) bei Treis errichten. Mit einem Teil des Braunshorner Erbes stattete das Ehepaar die Neugründung des Klosters Maria Engelport aus, in das 1262 ihre drei Töchter und weitere Dominikanerinnen aus einem Kloster in den Ardennen einzogen. Darunter war vermutlich auch die selige Beatrix von Engelport. 1272 wandten sich die Chorfrauen dem Prämonstratenserorden zu, was auf die enge räumliche Beziehung der Herrschaft Wildenburg zum Prämonstratenserkloster Steinfeld zurückzuführen sein dürfte.
Auch die drei Söhne des Ehepaares, Friedrich, Philipp III. und Gerhard, sowie die Verwandten der Ehefrau waren dem Kloster Engelport wohlgesinnt und taten sich durch Schenkungen hervor. Der Sohn Johann war Domherr zu Trier.
1277 ist der Enkel Ernst von Wildenberg (Sohn von Friedrich) als Chorherr im Kloster Ravengiersburg nachweisbar und 1328 bis 1344 wird die Enkelin des Stifterehepaares, Katharina von Wildenberg, als Priorin in Engelport erwähnt.
Philipp II. von Wildenberg war Vasalle des Kölner Erzbischofs und gehörte zum Kreis seiner ständigen Berater. Immer wieder fungierte er als Schiedsrichter zerstrittener Parteien.